# Аушев Макшаріп Магомедович
Макшаріп Магомедович Аушев (16 лютого 1966 , Сурхахі, Чечено-Інгуська Автономна Радянська Соціалістична Республіка  — 25 жовтня 2009 , Нартан, Кабардино-Балкарія ) — бізнесмен і політичний діяч Інгушетії. Закінчив сільськогосподарський інститут в Орджонікідзе (нині — Владикавказ).

## Політична діяльність
Макшаріп Аушев був одним з найбільш значущих політиків, які перебували в опозиції до президента Інгушетії Мурата Зязікова. Після загибелі Магомеда Євлоєва очолив опозиційний Інтернет-сайт Ингушетия.ру, хоча відійшов від опозиційної діяльності після призначення президентом Юнус-Бека Євкурова.
Аушев був членом Експертної ради апарату Уповноваженого з прав людини в Росії.

## Вбивство
Макшаріп Аушев був убитий 26 жовтня 2009 року поблизу селища Нартан Чегемського району Кабардино-Балкарії, по дорозі в Нальчик. Його двоюрідна сестра була важко поранена. Аушев похований на родовому кладовищі в селищі Сурхахі.
За «видатну діяльність у галузі захисту прав людини» посмертно нагороджений премією Держдепартаменту США.